# Añada

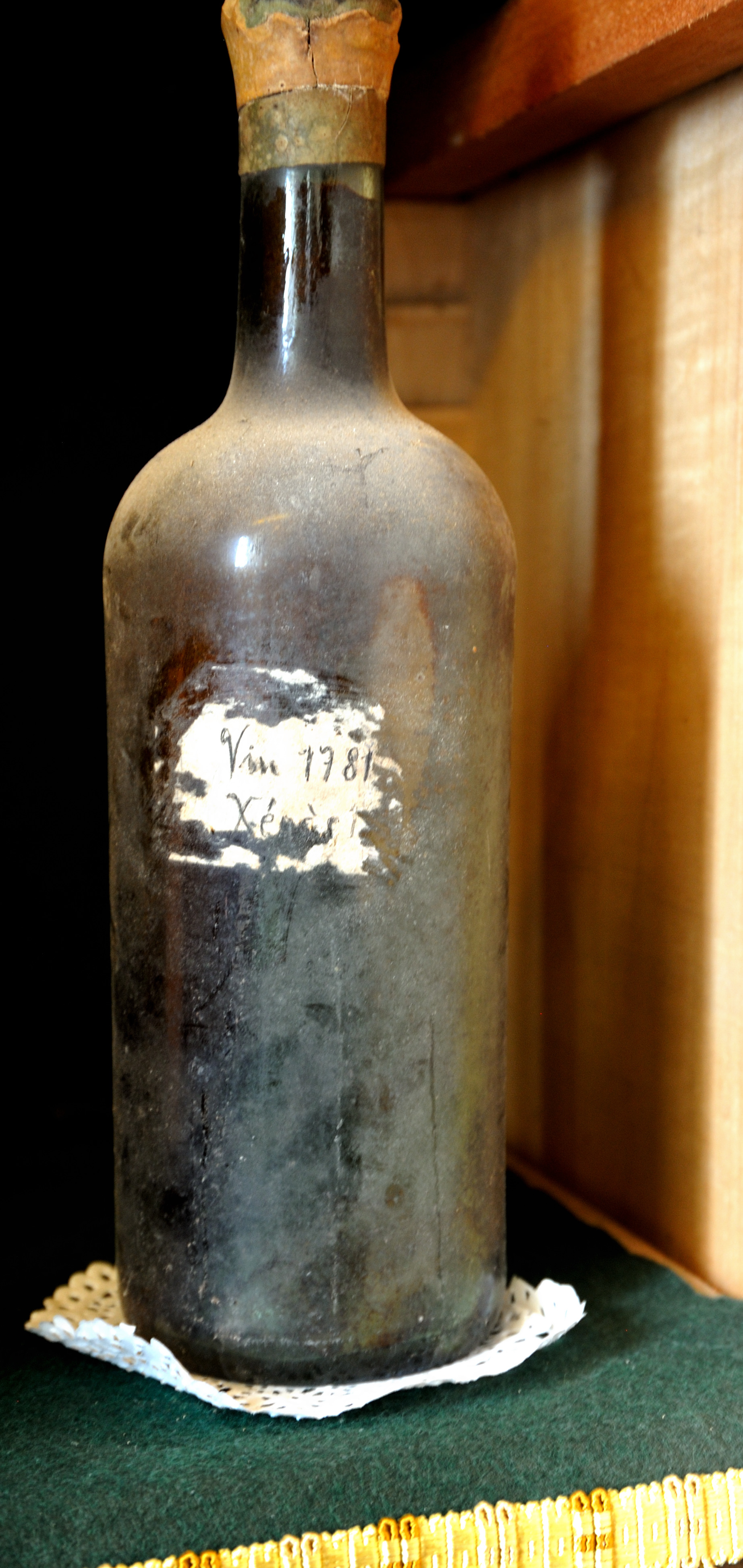
Jerez de la cosecha de 1781, colección del castillo de Valençay

En agricultura se llama añada a la cosecha de un año, especialmente la de vino.
Algunas veces se usa también para indicar un año de buenas cosechas, en cuyo sentido se formó sin duda el antiguo refrán: "no hay tierra mala si le viene su añada".
También se usa como expresión... para indicar que sucedió o fue hace años.